# The Stay-at-Homes
The Stay-at-Homes è un cortometraggio muto del 1915 diretto da Archer MacMackin.

## Produzione
Il film fu prodotto dalla American Film Manufacturing Company come Beauty.

## Distribuzione
Distribuito dalla Mutual Film, il film - un cortometraggio di una bobina - uscì nelle sale cinematografiche degli Stati Uniti il 25 maggio 1915.